# Teófilo Ottoni

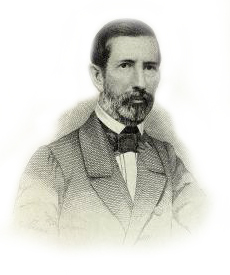
Teófilo Benedito Ottoni

Teófilo Benedito Ottoni (veraltet: Theophilo Benedicto Ottoni) (* 27. Januar 1807 in Vila do Príncipe; † 17. Oktober 1869 in Rio de Janeiro) war ein brasilianischer Journalist, Geschäftsmann, Politiker und Unternehmer.

## Leben
Er war italienischer Abstammung und Abgeordneter (Deputado Provincial) der Provinz Minas Gerais (1835), Abgeordneter (Deputado Geral) für die Provinz Minas Gerais in der Abgeordnetenkammer Brasiliens (Câmara dos Deputados do Brasil) (1. 1838-1841, 2. 1845-1847, 3. 1848, 4. 1861 - 1863) und Senator des Kaiserreichs Brasilien von 1864 bis 1869.
Während der ersten Regierungszeit schrieb er regelmäßig in der Oppositionszeitschrift A Sentinela do Serro, deren Chefredakteur er war.
Er war einer der wichtigsten Anführer der Revolution von 1842 in Minas Gerais. Ottoni wurde von Luís Alves de Lima e Silva, dem damaligen Baron von Caxias, in der Schlacht von Santa Luzia besiegt. Er wurde verhaftet und angeklagt, aber in Mariana einstimmig verurteilt und freigesprochen. Später kam er in den Genuss einer von Kaiser Dom Pedro II. erlassenen Generalamnestie (anistia geral).

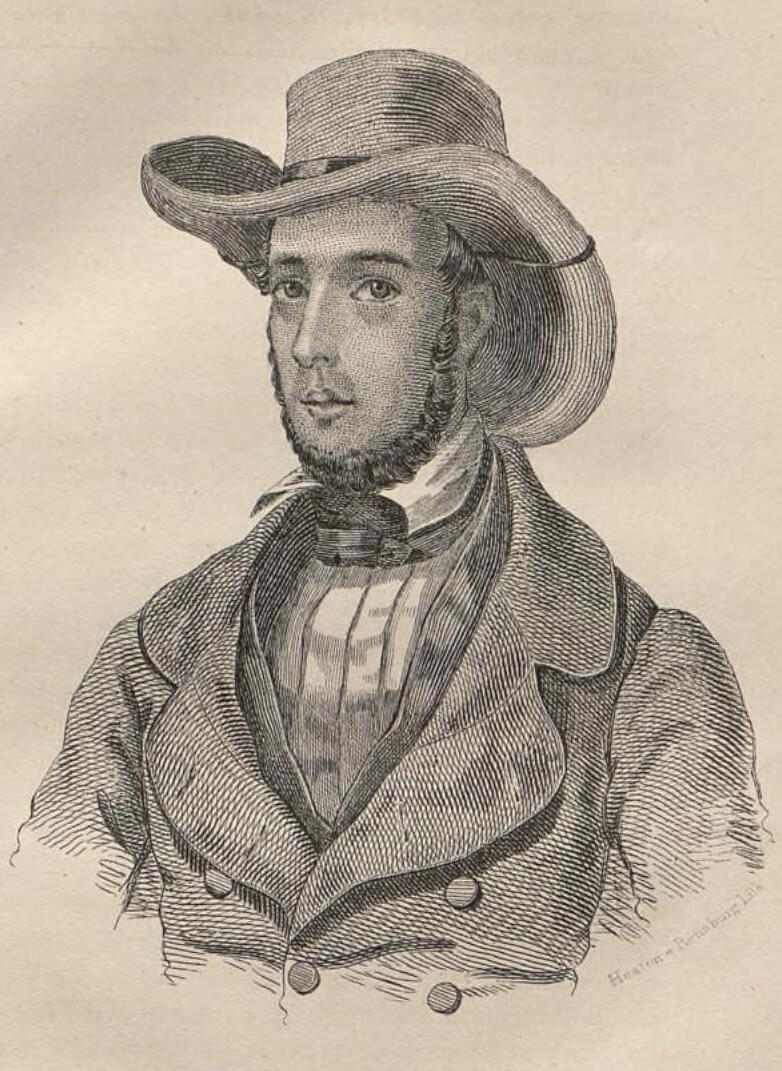
Porträt von Ottoni in einer Lithographie von 1844

Teófilo Ottoni wurde daraufhin ein republikanischer Aktivist. Er war der Erfinder des Brauchs, dem Volk mit einem weißen Taschentuch zuzuwinken, und machte dies zu einer symbolischen Geste des brasilianischen Liberalismus.
Zwischen 1850 und 1860 hielt er sich von der Politik fern und gründete im Landesinneren von Minas Gerais eine Handels- und Kolonisationsgesellschaft, die „Companhia de Comércio e Navegação do Rio Mucuri“, deren Ziel es war, die Entwicklung und Kolonisation des Mucuri-Tals zu fördern. Er förderte die Ansiedlung von europäischen Einwanderern, insbesondere von Deutschen, im Mucuri-Tal.
Über seine Gesellschaft leitete er Expeditionen durch den Nordosten von Minas Gerais auf der Suche nach einem Weg aus Minas Gerais hinaus zum Meer, um den Transport der landwirtschaftlichen Erzeugnisse der Region zu erleichtern. Eine Expedition startete im Hafen von São José (heute Mucuri, BA) und die andere in Serro. An dem Ort, an dem sich die beiden Expeditionen trafen, gründete Teófilo Otoni die Kolonie Filadélfia, aus der die 445 km von Belo Horizonte entfernte Gemeinde Teófilo Otoni hervorging.
Die Expeditionen wurden von den indigenen Stämmen behindert, die das Mucuri-Tal bewohnten und von denen viele damals als Botokuden (Botocudos) bekannt waren. Teófilo Otoni begann einen Prozess der Befriedung, Kolonisierung und Zivilisierung der Eingeborenen und versuchte, die Besetzung des Landes durch die Siedler der Gesellschaft und gleichzeitig die Achtung der den Eingeborenen vorbehaltenen Gebiete auszuhandeln.

## Ottoni und die Indianer

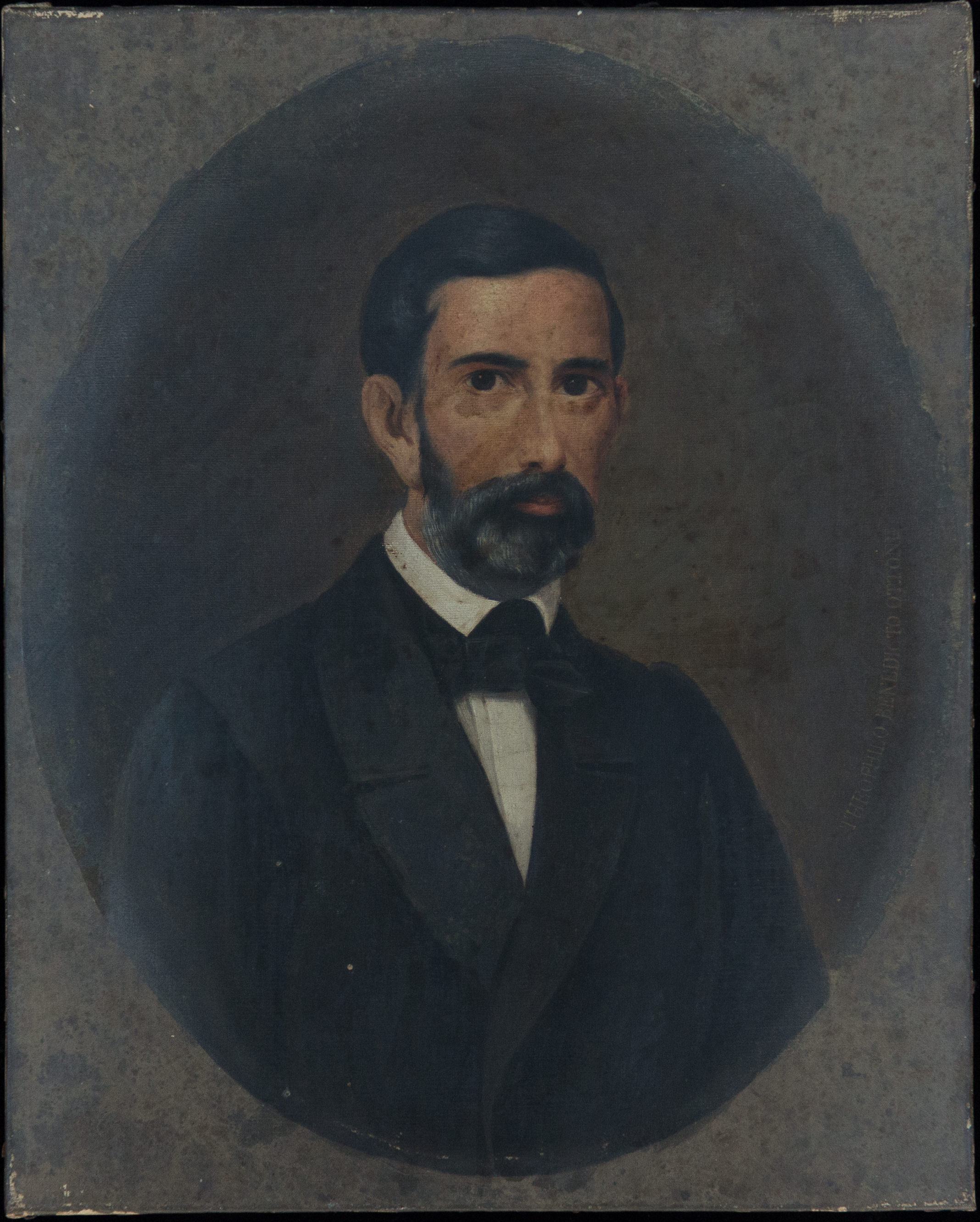
Teófilo Ottoni, aus der Sammlung des Historischen Nationalmuseums (Museu Histórico Nacional)

"Pogirum! Pogirum! Jak-Jemenuk! Jak-Jemenuk!" (Weiße Hände! Weiße Hände! Wir sind keine Mörder mehr!). So sollen die Indianer des Poton-Häuptlings der Expedition von Teófilo Otoni zugerufen haben, die 1847 in das Gebiet der Botocudo vorzudringen begann. Er befand sich im Konfliktgebiet des Flusses Todos os Santos, wo die Indianer von Poton gegen die Indianer des Häuptlings Giporok kämpften.
Da die Kämpfe in einer Region stattfanden, die vom Mucuri Unternehmen gesucht wurde, interessierte sich Teófilo Otoni für deren Befriedung und machte sich auf die Suche nach dem Stamm der Giporok: „Ihr bleibt sanftmütig, wir sind so sanftmütig wie Schildkröten“, sagte der Häuptling zu Teófilo Otoni, als er sie traf. Ein großer Kriegerhäuptling hatte gerade die Farm der Viola übernommen, einer Familie, die zwei Botocudo-Kinder gefangen hielt, die bei dem Angriff geborgen wurden. Der Widerstand des Bauern kostete acht seiner Familie das Leben. Teófilo Otoni entwaffnete Giporok und seine Gruppe mit Friedensangeboten. Anschließend ermutigte er den Krieger, das zivilisierte Dorf aufzusuchen, um sich mit den Weißen zu verbrüdern.
Als Giporok den Rat von Teófilo Otoni annahm, besiegelte er sein Schicksal, indem er mit seinen Kriegern starb. Ein weißer Mann, Sales, ein berüchtigter Verbrecher, den der Graf von Linhares mitgebracht hatte, ermordete Giporok und 14 Botocudos heimtückisch aus dem Hinterhalt. Er war der Häuptling, der die Grausamkeiten der Weißen anprangerte, den Diebstahl von Kurukas (Kindern) und Frauen, die Gefangenschaft von Indianern als Sklaven auf den Farmen. Als der Häuptling getötet wurde, hatte Teófilo Otoni die Gelegenheit, Frieden zu schließen, vor allem mit den Indianern von Todos os Santos, den Naknenuks, die im ständigen Kampf gegen ihn eine Art Konföderation bildeten. Die Botocudos kämpften (zu ihrem Leidwesen) viel untereinander. Teófilo Ottoni bekam das Stück Land zugesprochen, das er für die Mucuri Company wollte, und bekam den Zorn der Botocudos erst zu spüren, als er begann, Straßen auf indigenem Land zu eröffnen. Imã hetzte seine Krieger gegen ihn auf, denen sich andere Häuptlinge anschlossen, aber Teófilo Ottoni wurde vom Häuptling Timóteo verteidigt und konnte in das Gebiet der Botocudos eindringen, das bis dahin für die Zivilisation unzugänglich war.

## Werke
- Teófilo Benedito Ottoni, Honório Benedito Ottoni, Condições para Incorporação de uma Companhia de Comércio e Navegação do Rio Mucuri, precedidas de uma exposição das vantagens da empresa, Rio de Janeiro: Tipografia Imperial e Constitucional de J. Velleneuve e Companhia, 1847.

- Teófilo Benedito Ottoni, Notícia Sobre os Selvagens do Mucuri, Organização: Regina Horta Duarte, Belo Horizonte: Editora UFMG, 2002.

- Circular dedicada aos Srs. Eleitores de senadores pela província de Minas Gerais no quadriênio atual e especialmente dirigida aos Srs. eleitores de deputados pelo 2º distrito eleitoral da mesma Província para a próxima legislatura, Revista do Instituto Histórico e Geográfico Brasileiro, Band LXXVIII, Teil 2, Rio de Janeiro: 1916.
- A Colonização do Mucuri, Rio de Janeiro: Tipografia Brasiliense de Maximiano Gomes Ribeiro, 1859. In: Valdei Lopes de Araujo (org.), Teófilo Benedito Ottoni e a Companhia do Mucuri: a modernidade possível, Belo Horizonte: Secretaria de Estado da Cultura; Arquivo Público Mineiro, 2007.
- Companhia do Mucuri. História da empresa, importância de seus privilégios, alcance dos seus projetos. Rio de Janeiro: Tipografia Imperial e Constitucional de J. Villeneuve e Companhia, 1856. In.: Valdei Lopes de Araujo (org.). Teófilo Benedito Ottoni e a Companhia do Mucuri: a modernidade possível. Belo Horizonte: Secretaria de Estado da Cultura; Arquivo Público Mineiro, 2007.
- Breve Resposta ao Relatório de Liquidação da Cia. do Mucuri, por parte do Governo. Rio de Janeiro: Tip. de M. Barreto, Mendes Campos e Comp., 1862.
- Discursos Parlamentares, Seleção e introdução de Paulo Pinheiro Chagas, Brasília: Câmara dos Deputados, 1979.
- Relatório apresentado aos acionistas da Companhia do Mucuri por Teófilo Benedito Ottoni em 15 de outubro de 1857, Rio de Janeiro: Tipografia Imperial e Constitucional de J. Villeneuve e Companhia, 1857. (Coleção Assuntos Mineiros) In.: Valdei Lopes de Araujo (org.), Teófilo Benedito Ottoni e a Companhia do Mucuri: a modernidade possível, Belo Horizonte: Secretaria de Estado da Cultura; Arquivo Público Mineiro, 2007.
- Relatório apresentado aos acionistas da Companhia do Mucuri no dia 15 de maio de 1860. Rio de Janeiro: Tipografia do Correio Mercantil, 1860. (Coleção Assuntos Mineiros) In.: Valdei Lopes de Araujo (org.). Teófilo Benedito Ottoni e a Companhia do Mucuri: a modernidade possível. Belo Horizonte: Secretaria de Estado da Cultura; Arquivo Público Mineiro, 2007.